# Drapeau de la Bulgarie
 (septembre 2024).
Si vous disposez d'ouvrages ou d'articles de référence ou si vous connaissez des sites web de qualité traitant du thème abordé ici, merci de compléter l'article en donnant les références utiles à sa vérifiabilité et en les liant à la section « Notes et références ».
Le drapeau de la Bulgarie (en bulgare, знаме на България, zname na Balgariya) est le pavillon marchand et le drapeau national de la république de Bulgarie. Il a été adopté en 1879, un an après la libération du pays de l'Empire ottoman. Il se compose de trois bandes horizontales de largeur égale : blanc au-dessus, vert au milieu et rouge pour celle du bas. Le blanc symbolise la paix, le vert la fertilité des terres bulgares et le rouge le courage du peuple.

## Conception
La forme et les couleurs du drapeau bulgare sont inscrits dans la Constitution de la république de la Bulgarie, article 166. En parallèle, la Loi du sceau officiel et le drapeau national de la république de la Bulgarie décrit la forme, les couleurs exactes, le statut de symbole national et le protocole d'utilisation.
| Couleur | ● Blanc       | ● Vert      | ● Rouge     |
| ------- | ------------- | ----------- | ----------- |
| HTML    | #ffffff       | #009b75     | #d01C1f     |
| RVB     | 255, 255, 255 | 0, 155, 117 | 208, 28, 31 |
| Pantone | safe          | RAL 6024    | RAL 3028    |

## Histoire

### Premier et second empires bulgares
En 866, les réponses apportés par le pape Nicolas Ier au roi Boris Ier de Bulgarie révèle qu'avant l'adoption du christianisme, les Bulgares utilisaient la queue d'un cheval comme drapeau militaire. Après la conversion au christianisme de la Bulgarie au IXe siècle, des drapeaux similaires à l'Empire byzantin commencent à être hissés sur le territoire. Cependant, peu d'informations sont actuellement connues sur les drapeaux bulgares datant de l'époque du Premier et du Second Empire bulgare.
Entre les XIVe et XIXe siècles, au cours de la domination ottomane, les brigands (« haïdouks ») et les commandants militaires (« voïvodes ») de la Bulgarie ottomane hissent fréquemment des drapeaux verts ornée d'un lion d'or dépeint avec diverses inscriptions telles que « Liberté ou Mort ».

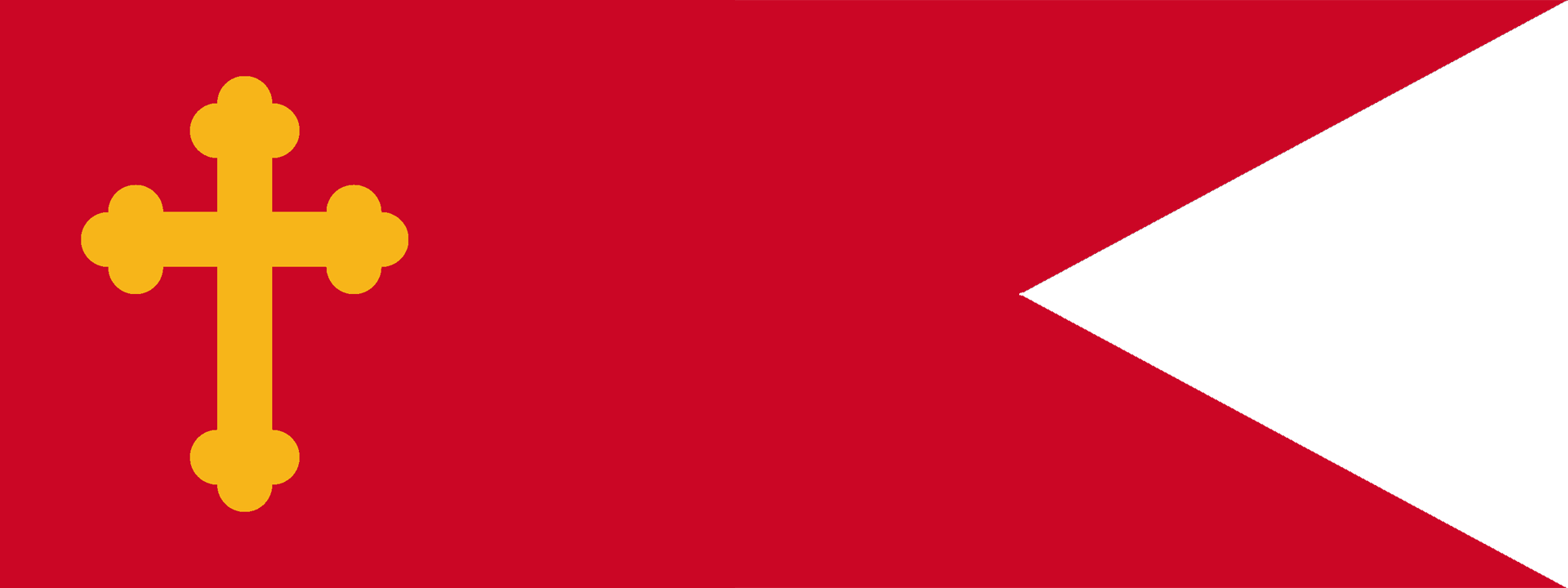
Drapeau des monnaies du tsar Konstantin Ier Tikh Asen entre 1257 et 1277.
Drapeau de Veliko Tarnovo en 1325 (d'après une carte italienne élaborée par Angelo Delto)
Drapeau du Second Empire bulgare en 1380, sous le tsar Ivan Chichman (d'après une carte médiévale dressée par Gilem Soler)

### Renaissance nationale bulgare

Le drapeau des volontaires bulgares Opaltchentsi, créé par Stiliyan Paraskevova, est considéré comme un prototype du drapeau national de la Bulgarie.

Le premier drapeau utilisant les couleurs verte, blanche et rouge, disposés dans cet ordre horizontalement, est utilisé entre 1861 et 1862 par les deux légions bulgares de Georgi Sava Rakovski. Plus tard, la bande armée « cheta » de Filip Totyu utilise un drapeau possédant respectivement les trois couleurs rouge, blanc et vert. Le drapeau tricolore vert, blanc et rouge est également le drapeau du Comité central révolutionnaire bulgare à Bucarest - L'arrangement de Rakovski est probablement influencé par l'ami de Rakovski, Dimitar Tsenovic, dont la fille Ljubisa a cousu les deux drapeaux du comité. Le même drapeau est porté par le bataillon de volontaires russo-bulgares lors de la guerre serbo-turque de 1876. Le drapeau du comité local de Troyan au sein de l'Organisation interne révolutionnaire de 1875 est quant à lui rouge, vert et blanc.
Le drapeau de Samara, la bannière principale des volontaires bulgares, porte les trois couleurs panslaves : le rouge, le blanc et le bleu.
Parmi les premiers drapeaux comprenant les trois couleurs bulgares actuelles, il y a celui du soulèvement de Stara Zagora en septembre 1875 et celui du comité Vratsa en 1876. Le drapeau, conçu par Stilian Paraskevova, fille de Ivan Paraskevov, influence principalement le choix du drapeau national bulgare, dans la ville roumaine de Brăila, est remis aux volontaires bulgares participant à la guerre russo-turque - le deuxième drapeau du volontariat connu après celui de Samara. Sa structure est un carré orné d'un lion et de l'inscription « БЪЛГАРИЯ » (« Bulgarie ») au milieu. Ce drapeau fait aujourd'hui partie de la collection des drapeaux du musée national d'histoire militaire situé dans la capitale Sofia.

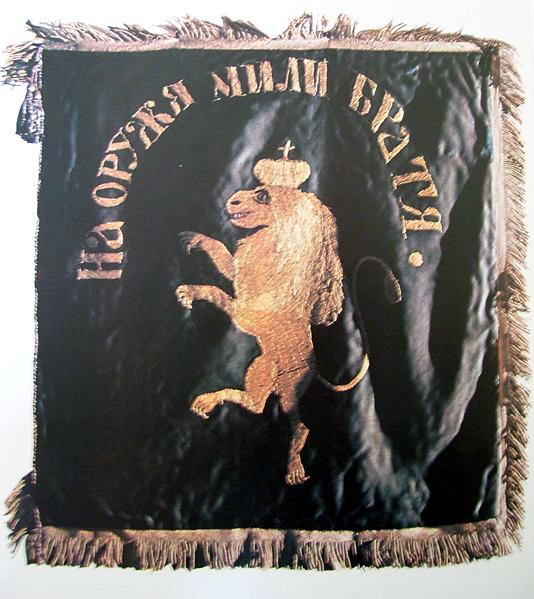
Drapeau du détachement de Stefan Karadja.
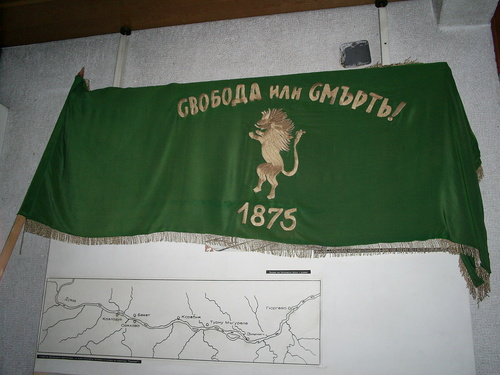
Drapeau révolutionnaire bulgare du soulèvement d'avril.
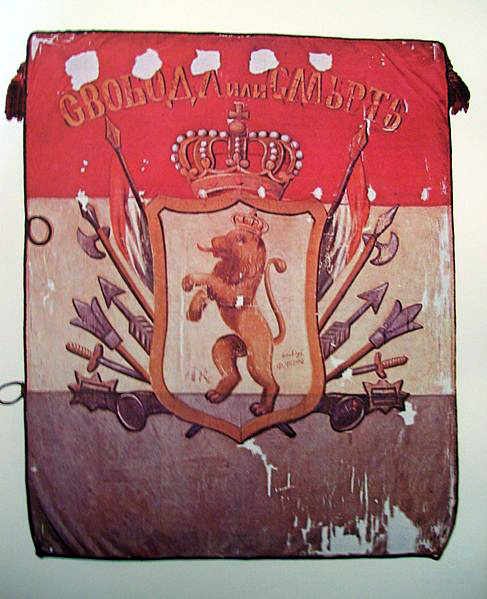
Drapeau du détachement de Filip Totyu.
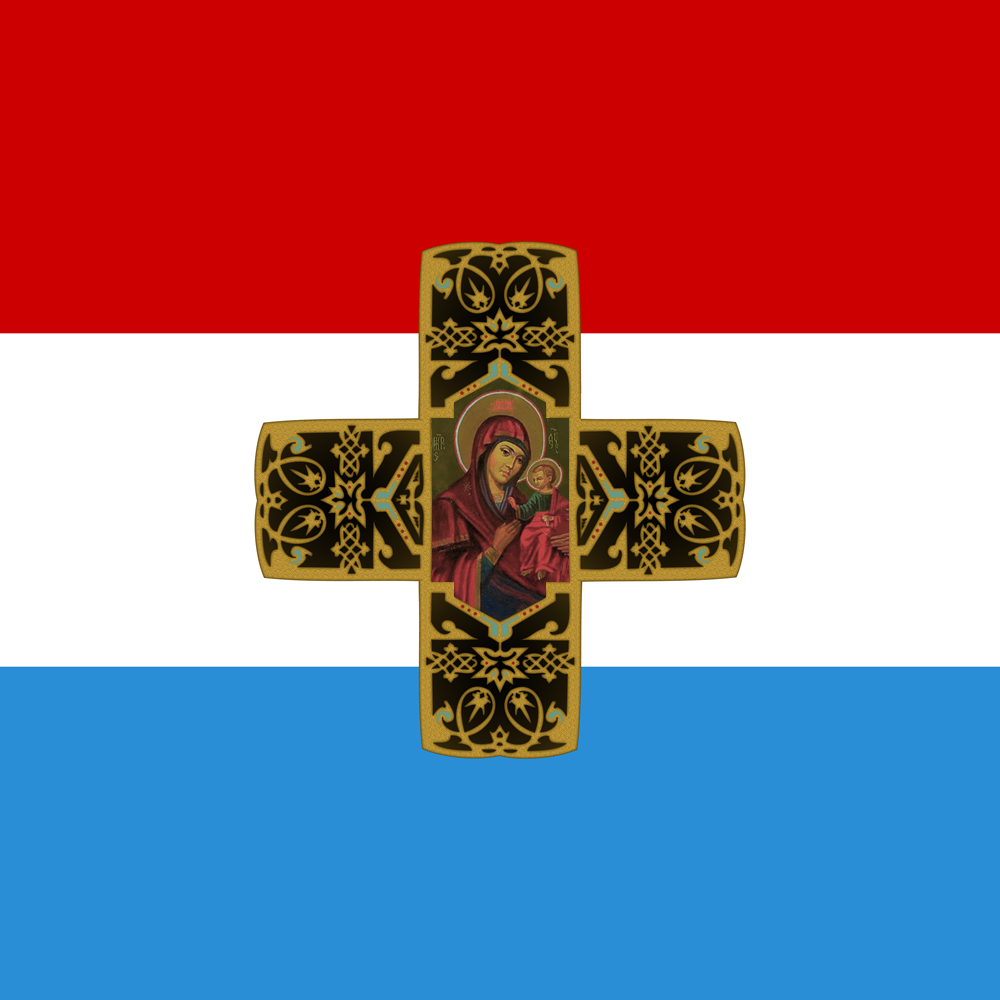
Drapeau de Samara, important symbole militaire de l'armée bulgare.

### Depuis l'indépendance
Après la Libération, la première constitution bulgare adoptée le 16 avril 1879, précise à l'article 23 que « le drapeau national bulgare est un drapeau tricolore composé des couleurs blanche, verte et rouge, placées horizontalement ».
La Roumélie orientale, province autonome de l'Empire ottoman de 1878 à 1885, possédait un drapeau reprenant les couleurs panslaves. Elle est ensuite unie à la Principauté de Bulgarie.

Drapeau de la Principauté puis du Royaume de Bulgarie (1878-1946).
Drapeau de la Roumélie orientale ottomane (1878-1885).

Entre 1947 et 1990 lors de l'instauration de la république populaire de Bulgarie, le drapeau national porte les armoiries  dans le canton qui sont modifiées à plusieurs reprises: en 1948, en 1967 et en 1971. Le 27 novembre 1990, à la fin de la république populaire, le texte de la constitution est modifié et le blason supprimé du drapeau. Le changement est en vigueur jusqu'à l'adoption de la quatrième constitution de la Bulgarie, où le drapeau bulgare est défini dans sa version actuelle.

Drapeau de la république populaire de Bulgarie (1946–1948).
Drapeau de la république populaire de Bulgarie (1948–1967).
Drapeau de la république populaire de Bulgarie (1967–1971).
Drapeau de la république populaire de Bulgarie (1971–1990).

## Variantes du drapeau

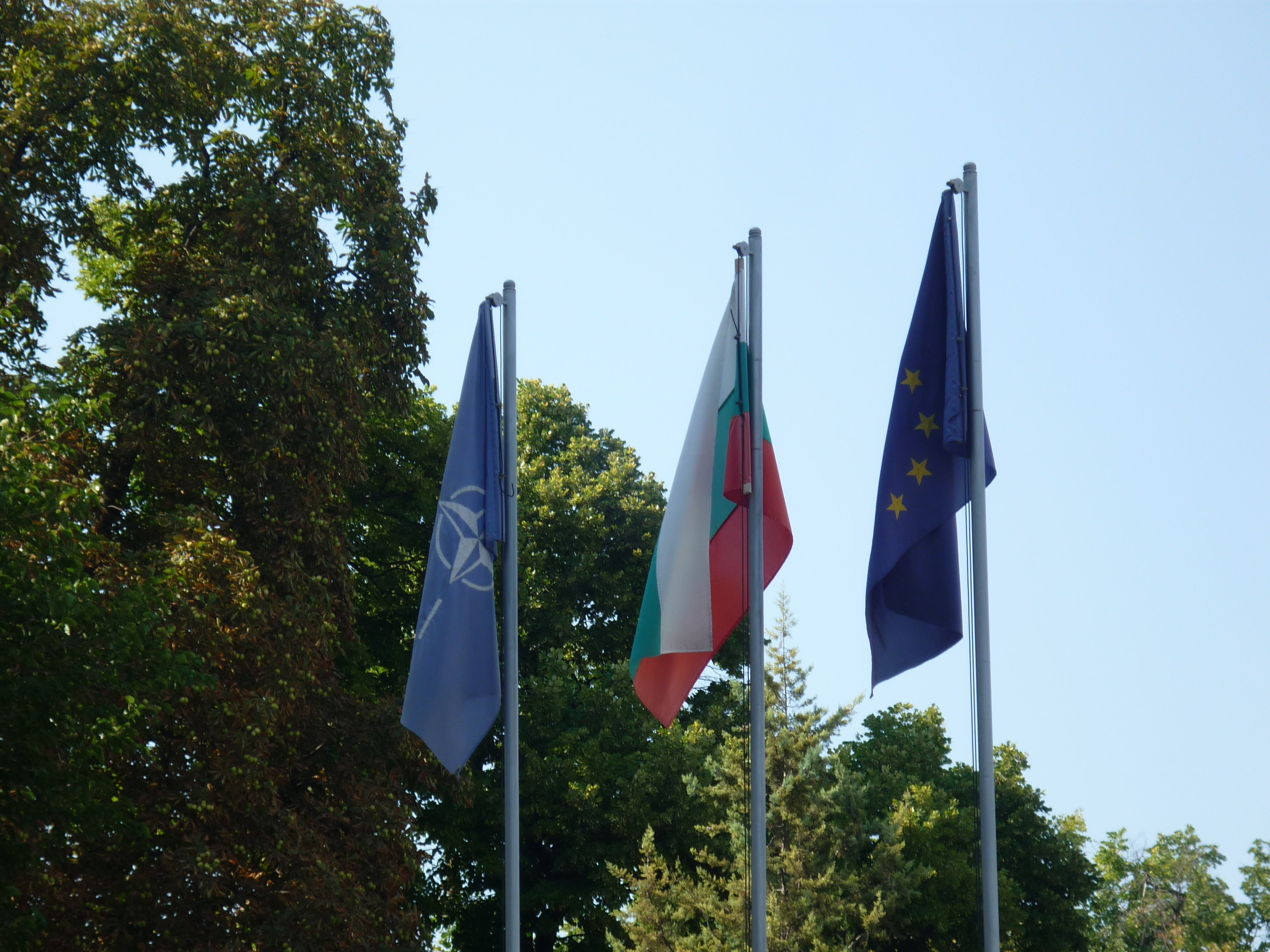
Les drapeaux de l'OTAN, de la Bulgarie, et de l'Union européenne, côte à côte devant le Club militaire de Plovdiv.

### Pavillon naval

Pavillon naval de la principauté puis du royaume de Bulgarie puis de la république populaire de Bulgarie (1879-1949).
Pavillon naval de la république populaire de Bulgarie (1949-1955).
Pavillon naval de la république populaire de Bulgarie puis de la république de Bulgarie (1955-1991).
Pavillon naval de la république de Bulgarie depuis 1991.

### Pavillon de beaupré

Pavillon de beaupré du royaume de Bulgarie puis de la république populaire de Bulgarie (1908-1949).
Pavillon de beaupré de la république populaire de Bulgarie (1949-1955).
Pavillon de beaupré de la république populaire de Bulgarie (1955-1963).
Pavillon de beaupré de la république populaire de Bulgarie (1963-1990).
Pavillon de beaupré de la Bulgarie depuis 1990.

### Étendard présidentiel

Étendard du président de la République